# Syngamia fuscicostalis
Syngamia fuscicostalis là một loài bướm đêm trong họ Crambidae.